# بانجی ترامپولین

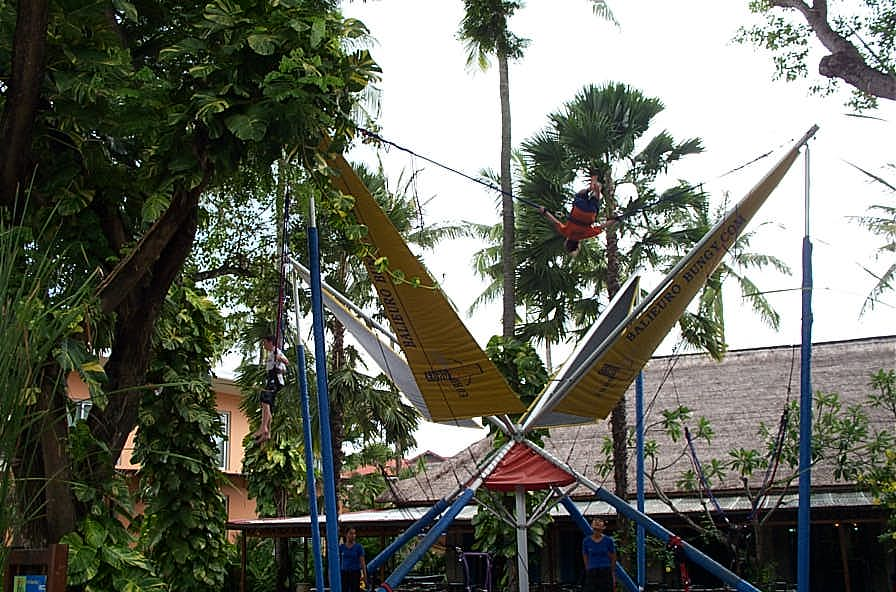
یک بانجی ترامپولین در پارک Waterbom

بانجی ترامپولین یکی از وسایل تمرین ژیمناستیک است که برای ورزشکارانی که به تازگی قصد تمرین با ترامپولین را دارند استفاده می‌شود. از آنجایی که شروع کار ورزشکاران آماتور با ترامپولین بسیار خطرناک است، از این دستگاه جهت کمک به یادگیری و افزایش امنیت ورزشکاران استفاده می‌شود.
ساختار بانجی ترامپولین به این شکل است که یک ترامپولین بین دو ستون فلزی قرار گرفته و همچنین دو رشته طناب بلند کشی وجود دارد که یک سر هر کدام از آنها از طریق قرقره هایی که به ستون وصل شده، به یک موتور الکتریکی که در پایین ستون‌ها قرار دارد وصل است و سر دیگر آنها به دو سر زین مخصوصی (climbing harness) که ورزشکار به خود بسته، وصل شده‌است. حال وقتی ورزشکار زین را پوشیده و شروع به پرش می‌نماید، مربی با استفاده از موتور، میزان پرش ورزشکار را تنظیم می‌کند و در صورتیکه ورزشکار به طرفین منحرف شود یا اینکه توان کنترل حرکات خود را نداشته باشد، مربی با کمتر کردن سرعت موتور باعث فرود امن ورزشکار به روی ترامپولین می‌شود. بانجی ترامپولین در اشکال مختلف و ظرفیت‌های یک تا شش نفره موجود است.